# Comuna Bohacivka, Zvenîhorodka
Bohacivka (în ucraineană Богачівка) este o comună în raionul Zvenîhorodka, regiunea Cerkasî, Ucraina, formată din satele Bohacivka (reședința), Mîhailivka și Pavlivka.

## Demografie
Componența lingvistică a comunei Bohacivka
     Ucraineană (98,1%)
     Rusă (1,62%)
     Alte limbi (0,27%)
Conform recensământului din 2001, majoritatea populației comunei Bohacivka era vorbitoare de ucraineană (98,1%), existând în minoritate și vorbitori de rusă (1,62%).